# Afrigen Biologics and Vaccines
Afrigen Biologics and Vaccines (ABAV) ist ein Biotechnologie-Unternehmen mit Sitz in Kapstadt (Südafrika). 
Die Weltgesundheitsorganisation (WHO) wählte im Juni 2021 ein Konsortium aus, zu dem auch ABAV zählt. und beauftragte ABAV, einen SARS-CoV-2-Impfstoff (gegen COVID-19) zu entwickeln.
ABAV gelang dies.
Tests mit dem Impfstoff sollen im Herbst 2022 beginnen.
Die WHO hat betont, dass das Labor öffentlich zugängliche Technologien verwendet und keine Patente verletzt. Die Technologie soll Unternehmen in ärmeren Ländern zur Verfügung gestellt werden. Auch Personal soll ausgebildet werden. Im Februar 2022 sollen weitere Länder benannt werden, in denen produziert werden soll. 
Argentinien und Brasilien stehen als Standorte bereits fest.